# Jan Paweł II. Szukałem Was...
Jan Paweł II. Szukałem Was... – polski pełnometrażowy film dokumentalny z 2011 roku w reżyserii Jarosława Szmidta poświęcony życiu i kluczowym punktom pontyfikatu Jana Pawła II.
Autorami scenariusza są Jarosław Szmidt i Mariusz Wituski. Zdjęcia do filmu realizowane były w 12 krajach na 4 kontynentach. W filmie wykorzystano nigdy wcześniej niepublikowane materiały, m.in. z zasobów archiwalnych Watykańskiego Ośrodka Telewizyjnego, telewizji RAI i Mediaset, Filmoteki Watykańskiej, polskiej Filmoteki Narodowej, TVP, Działu Dokumentacji Filmowej Uniwersytetu Jagiellońskiego, PAP, Episkopatu Polski i zbiorów prywatnych.

## Pokazy przedpremierowe
9 lutego „Jan Paweł II. Szukałem Was...” został pokazany w Watykanie. W papieskiej sali kinowej, zwanej Salą Deskura, zgromadzili się watykańscy dostojnicy i goście specjalni.
Film pokazany został również więźniom aresztu śledczego w Białołęce.

## Nagrody
Na zakończonym 9 lipca 2011 roku IX Ischia Film Festival „Jan Paweł II. Szukałem Was...” otrzymał nagrodę International Film Award. To jedyny na świecie festiwal poświęcony filmowym lokacjom. Jest on objęty patronatem prezydenta Włoch Giorgio Napolitano.
Nagrany przez Polskie Radio album z muzyką Michała Lorenca do filmu uzyskał certyfikat złotej płyty.